# 天上天下唯我独尊 (漫画)
『天上天下唯我独尊』（てんじょうてんげゆいがどくそん）は、もりやまつるによる日本の漫画作品。
ボクシングを主題とした漫画で、それまで『ファンキー・モンキー・ティーチャー』や『街のワケありBROTHERS』といったコミカルな漫画を続けて発表してきた作者が、本作で一転してシリアスなストーリーの作品となった。『週刊ヤングマガジン』（講談社）に1991年から1995年まで連載され、その後ヤンマガKC（講談社）から単行本化された。全16巻。またコンビニコミックとして日本文芸社からも刊行されている。

## 作品解説
近年のボクシング漫画としては異色であり、弱者がわずかなトレーニングによってどんどん強くなるという話ではなく、元々喧嘩の強い不良少年ボクシング界を最短距離で駆け抜けるという不良物ボクシング漫画である。全体としてストーリーは「あしたのジョー」をなぞっているが、舞台が大阪府ということもあり、生活や台詞を含めた描写がよりリアルであり、笑いの要素も含んでいる。ただし、後半部分は連載期間の短縮などもあって2戦目で世界戦、4戦目で世界ヘビー級挑戦とストーリーがやや拙速となっている。リアリティは皆無であるが1990年前後のラスベガスを中心にしたボクシング興行の描写は細かく、外国人の会話は全て英語と和訳があり良くも悪くもアンバランスな作品となっている。

## あらすじ
喧嘩に明け暮れる毎日を過ごす不良少年・岩城凌（いわき りょう）。しかし傷害罪で逮捕されてしまった彼は保護司の須賀が経営するボクシングジムにて保護観察処分を受ける事となった。そこで先輩ボクサー・三原健の生き様を見ていくうちに、いつしか「ワシもいつか、ボクシングで天下取ったる!」と誓いを立てた。しかし凌は乱暴されそうになった少女を救出する際に暴行傷害事件を起こして少年院送りにされるなど様々な困難に直面する。

## 単行本
ヤンマガKC版
1. ISBN 4-06-102273-3
2. ISBN 4-06-102295-4
3. ISBN 4-06-323311-1
4. ISBN 4-06-323332-4
5. ISBN 4-06-323350-2
6. ISBN 4-06-323364-2
7. ISBN 4-06-323392-8
8. ISBN 4-06-323416-9
9. ISBN 4-06-323429-0
10. ISBN 4-06-323446-0
11. ISBN 4-06-323470-3
12. ISBN 4-06-323480-0
13. ISBN 4-06-323498-3
14. ISBN 4-06-323517-3
15. ISBN 4-06-323538-6
16. ISBN 4-06-323565-3

日本文芸社 Gコミックス版
1. 天下取ったる!編 2010年11月27日発売 ISBN 978-4-537-15758-1
2. ナンボのもんじゃ!編 2010年12月27日発売 ISBN 978-4-537-15764-2
3. 男闘呼見したる!編 2011年1月28日発売 ISBN 978-4-537-15770-3
4. 仇獲ったる!編 2011年2月28日発売 ISBN 978-4-537-15775-8
5. どつきまわしたる!編 2011年4月2日発売 ISBN 978-4-537-15782-6